# Karákóramský průsmyk
Karákóramský průsmyk (hindsky  क़राक़रम दर्रा, čínsky v českém přepisu Kcha-la-kchun-lun Šan-kchou, pchin-jinem Kālǎkūnlún Shānkǒu, znaky zjednodušené 喀喇昆仑山口, tradiční 喀喇崑崙山口) je průsmyk v nadmořské výšce 5575 metrů nad mořem v pohoří Karákóram na čínsko-indické hranici. Vede přes něj tradiční obchodní cesta z jižně ležícího Léhu, bývalého hlavního města Ladaku, dnes v indické provincii Džammú a Kašmír, do severně ležícího Jarkendu v Tarimské pánvi patřícího do provincie Sin-ťiang v Čínské lidové republice. Zároveň po něm probíhá rozvodí mezi Jarkendem, zdrojnicí Tarimu v bezodtoké oblasti Tarimské pánve, na severu, a Šajókem, přítokem Indusu v úmoří Arabského moře Indického oceánu, na jihu.
Poměrně značná výška průsmyku měla v minulosti za následek častý úhyn dopravních zvířat i lidské oběti. Pravděpodobně na následky horské nemoci při cestě přes Karákóramský průsmyk v roce 1874 zahynul i významný český přírodovědec Ferdinand Stolička.